# Trace Vanilla
Pour les articles homonymes, voir Trace.
Trace Vanilla est une chaîne de télévision musicale française créée par Trace Group sur les cultures de l'océan Indien.

### Identité visuelle

Logo de Trace Vanilla depuis le 3 novembre 2022.

## Historique
Trace Vanilla est une chaîne de télévision de Trace Group lancée le 3 février 2020.

### Slogans
- depuis 2020 : « We Are Vanilla Music »

## Diffusion
La chaîne Trace Vanilla est diffusée en France métropolitaine, dans les outre-mers et dans de nombreux pays francophones.
Depuis le 16 mai 2023, la chaîne est disponible chez Free sur le canal 293 de la Freebox.
| Opérateur                     | Numéro de chaîne |
| ----------------------------- | ---------------- |
| Canal+ Reunion/Canal+ Mayotte | 122              |
| Orange                        | 163              |
| SFR                           |                  |
| Free                          | 293              |
| Zeop                          | 5                |
| SFR Réunion/SFR Mayotte       | 228              |
| Orange Réunion                | 163              |
| Sunrise                       |                  |